# Reinhard Elze
Reinhard Elze (* 28. Juni 1922 in Rostock; † 8. November 2000 in München) war ein deutscher Historiker.
Er lehrte von 1961 bis 1972 als Professor für Mittelalterliche Geschichte an der Freien Universität Berlin und war von 1972 bis 1988 Direktor des Deutschen Historischen Instituts in Rom. Schwerpunkt seiner Forschungstätigkeit waren Studien über die Krönungsordines und die dazu gehörende Edition.

## Leben und Wirken
Reinhard Elze entstammte einer Gelehrtenfamilie. Er war der Sohn des Anatomieprofessors Curt Elze und älterer Bruder des Theologieprofessors Martin Elze. Ein entfernter Vetter war der Militärhistoriker Walter Elze. Nach dem Abitur 1940 studierte er Alte Sprachen und Geschichte an den Universitäten Freiburg und Göttingen. Er schloss sein Studium 1944 in Göttingen mit dem Staatsexamen in Geschichte, Latein und Griechisch ab. Seine Dissertation begann er bei Hans-Walter Klewitz in Freiburg, der jedoch 1943 starb. Elze wechselte daraufhin nach Göttingen. Dort wurde er 1944 bei Karl Brandi promoviert. Vom Wehrdienst war Elze angesichts der Bechterewschen Krankheit befreit. In Göttingen hinterließen Hermann Heimpel, Percy Ernst Schramm und Wilhelm Berges bleibenden Eindruck auf ihn. Von 1944 bis 1950 war er als wissenschaftliche Hilfskraft in Göttingen tätig. Von 1948 bis 1950 war er Mitarbeiter und seit 1968 Ordentliches Mitglied der Zentraldirektion der Monumenta Germaniae Historica (MGH). Die Deutsche Forschungsgemeinschaft bewilligte ihm 1950 ein mehrjähriges Italienstipendium. Elze war zunächst Assistent von Walther Holtzmann in Rom und anschließend bei Helmut Beumann an der Universität Bonn tätig. Dort erfolgte 1958 die Habilitation. In Bonn lernte Elze auch seine Frau kennen. Von 1961 bis 1972 lehrte er als Nachfolger von Walter Schlesinger als Professor an der Freien Universität Berlin. Im Jahr 1972 wurde er als Nachfolger von Gerd Tellenbach Direktor des Deutschen Historischen Instituts in Rom, 1988 wurde er pensioniert. Er war zwischen 1972 und 1988 Mitglied und zeitweise Vorsitzender des Fachbeirats des Max-Planck-Instituts für Geschichte in Göttingen.
Ein Schwerpunkt seiner Forschungsinteressen galt der mittelalterlichen Verfassungsgeschichte, vor allem den liturgischen Formen des Herrschaftsantritts von König und Papst. Davon zeugen die Studien zu den Krönungsordines, zu den Herrscherlaudes oder zur Eisernen Krone von Monza. Für die Monumenta Germaniae Historica legte er 1960 die Edition Ordines für Weihe und Krönung des Kaisers und der Kaiserin vor. Aus der Zusammenarbeit mit dem Straßburger Theologieprofessor Cyrille Vogel ging das dreibändige Pontificale Romano-Germanicum hervor, eine um die Mitte des 10. Jahrhunderts im Kloster St. Alban angefertigten Sammlung von Riten- und Messtexten. Mit Konrad Repgen erstellte er ein Studienbuch Geschichte. Das Lehrbuch erschien 2001 in sechster Auflage.
Elze starb im Alter von 78 Jahren im November 2000 in München. Ein Teil seiner Handbibliothek konnte von den MGH erworben werden.

## Schriften
Aufsatzsammlung
- Päpste, Kaiser, Könige und die mittelalterliche Herrschaftssymbolik. Ausgewählte Aufsätze. Herausgegeben von Bernhard Schimmelpfennig, Ludwig Schmugge (= Variorum collected studies series. Bd. 152). Variorum Reprints, London 1982, ISBN 0-86078-098-8 (beinhaltet vierzehn Aufsätze aus den Jahren 1950–1980).

Monographien
- Die päpstliche Kapelle. Göttingen 1944 (Göttingen, Philosophische Fakultät, Dissertation vom 8. Juli 1944).
- mit Arnold Esch: Das Deutsche Historische Institut in Rom 1888–1988 (= Bibliothek des Deutschen Historischen Instituts in Rom. Bd. 70). Niemeyer, Tübingen 1990, ISBN 3-484-82070-5.
- mit Konrad Repgen: Studienbuch Geschichte. Europäische Weltgeschichte in einem Band. 2., überarbeitete Auflage 1983, unveränderter Nachdruck. Klett-Cotta, Stuttgart 1993, ISBN 3-608-91125-1. 5. Auflage in zwei Bänden, Bd. 1: Vor- und Frühgeschichte, Altertum, Mittelalter. Unter Mitarbeit von Horst Callies, Klett-Cotta, Stuttgart 1999, ISBN 3-608-94165-7, Bd. 2: Frühe Neuzeit, 19. und 20. Jahrhundert. Unter Mitarbeit von Heinz Hürten, Ernst Walter Zeeden, Klett-Cotta, Stuttgart 1999, ISBN 3-608-94166-5.

Herausgeberschaften
- mit Heinrich Schmidinger und Henk Schulte Nordholt: Rom in der Neuzeit. Politische, kirchliche und kulturelle Aspekte. Verlag der Österreichischen Akademie der Wissenschaften, Wien/Rom 1976, ISBN 3-7001-0151-1.
- mit Gina Fasoli: La città in Italia e in Germania nel Medioevo. Cultura, istituzioni, vita religiosa (= Annali dell’Istituto Storico Italo-Germanico. Bd. 8). Il Mulino, Bologna 1981.
- mit Pierangelo Schiera: Italia e Germania. Immagini, modelli, miti fra due popoli nell’ottocento. Il medioevo. [Atti della settimana di studio, 16–20 settembre 1985] = Das Mittelalter. Ansichten, Stereotypen und Mythen zweier Völker im neunzehnten Jahrhundert. Deutschland und Italien (= Annali dell’Istituto Storico Italo-Germanico in Trento. Contributi. Bd. 1). Duncker & Humblot, Berlin 1988, ISBN 88-15-01934-0.
- mit Gina Fasoli: Stadtadel und Bürgertum in den italienischen und deutschen Städten des Spätmittelalters (= Schriften des Italienisch-Deutschen Historischen Instituts in Trient. Bd. 2). Duncker & Humblot, Berlin 1991, ISBN 3-428-07009-7.

Edition
- Die Ordines für die Weihe und Krönung des Kaisers und der Kaiserin (= Monumenta Germaniae historica. Leges. Bd. 9). Hahn, Hannover 1960.